# Мессемер, Ханнес
Ха́ннес Ме́ссемер (нем. Hannes Messemer; 19 мая 1924, Диллинген-на-Дунае, Бавария, Германия — 2 ноября 1991, Ахен, Северный Рейн — Вестфалия, Германия) — немецкий актёр, наиболее известный ролью коменданта в фильме «Большой побег» (1963). Этот фильм может похвастаться большим числом знаменитостей. Мессемер был относительно неизвестным по сравнению с другими актёрами, но зато произнёс одну из самых известных фраз фильма (адресованную герою Стива Маккуина капитану авиации Хильцу): «Похоже, что вы увидите Берлин раньше, чем я».
Мессемер воевал на Восточном фронте и был захвачен в плен советскими солдатами. Он умер в Ахене от острого инфаркта миокарда.

## Фильмография
| Год       |    | Русское название                 | Оригинальное название       | Роль                                |
| --------- | -- | -------------------------------- | --------------------------- | ----------------------------------- |
| 1957      | ф  | Ночь, когда приходил дьявол      | Nachts, wenn der Teufel kam | группенфюрер CC Россдорф            |
| 1958      | ф  | Тайга                            | Taiga                       | Рёдер                               |
| 1958      | ф  | Врач из Сталинграда              | Der Arzt von Stalingrad     | Пётр Марков, старший лейтенант НКВД |
| 1959      | ф  | Двенадцать часов                 | Douze heures d'horloge      | Серж                                |
| 1959      | ф  | Бабетта идёт на войну            | Babette s'en va-t-en guerre | генерал фон Аренберг                |
| 1959      | ф  | Генерал Делла Ровере             | Generale della Rovere       | полковник СС Мюллер                 |
| 1960      | ф  | В Риме была ночь                 | Era notte a Roma            | полковник фон Кляйст                |
| 1963      | ф  | Большой побег                    | The Great Escape            | полковник фон Люгер                 |
| 1966      | ф  | Горит ли Париж?                  | Paris brûle-t-il?           | генерал Йодль                       |
| 1968      | тф | Король Ричард II                 | König Richard II.           | король Ричард II                    |
| 1973      | тф | Все любят Келимар                | Alle lieben Célimare        | Вернойлет                           |
| 1974      | ф  | Досье ОДЕССА                     | The Odessa File             | генерал Ричард Глюкс                |
| 1974—1983 | с  | Деррик                           | Derrick                     | Эгон Пэйс                           |
| 1977—1988 | с  | Полицейская инспекция, участок 1 | Polizeiinspektion 1         | Беттлер                             |